# Night of the Living Dead: 30th Anniversary Edition
Night of the Living Dead: 30th Anniversary Edition es una versión recopilada de 1999 de La noche de los muertos vivientes de George A. Romero  con todas las nuevas características de John A. Russo como una nueva historia, imágenes y banda sonora. Secuela de la película (Children of the Living Dead) lanzada en 2001.

## Argumento
Tras la ejecución de un violador de niños convicto y asesino, los transportistas Dan y Mike están en el proceso de entrega del cadáver hasta el cementerio del condado para un entierro anónimo. Después de unas breves palabras del Reverendo Hicks, Dan y Mike observan que el cadáver parece estar retorciéndose e incluso moviéndose. De repente son atacados por el cadáver reanimado, lo que les obliga a huir.

## Reparto
- S. William Hinzman como Zombie.
- Scott Vladimir Licina como Reverend Hicks.
- Grant Cramer como Dan.
- Adam Knox como Mike.
- Debbie Rochon como Darlene Davis.
- Heidi Hinzman como Rosie.
- Scott Kerschbaumer como Guardia de la prisión.
- George Drennen como Arthur Krantz.
- Julie Wallace Deklavon como Hilda Krantz.
- etc. (Resto del reparto es el mismo del original La noche de los muertos vivientes)

## Nuevas características
15 minutos de nuevas escenas producidas y rodadas por tres creadores originales John A. Russo, Bill Hinzman y Russell Streiner. Esta edición también cuenta con una partitura musical totalmente nueva a cargo de Scott Vladimir Licina y una escena de la película de Bill Hinzman Flesheater al finalizar la película.

## Lanzamiento
El 24 de agosto de 1999 Night of the Living Dead: 30th Anniversary Edition fue lanzado en los Estados Unidos en VHS yDVD.